# Дегтярський міський округ
Дегтя́рський міський округ (рос. Дегтярский городской округ) — адміністративна одиниця Свердловської області Російської Федерації.
Адміністративний центр — місто Дегтярськ.

## Населення
Населення міського округу становить 16051 особа (2018; 15567 у 2010, 15948 у 2002).

## Склад
До складу міського округу входять 4 населених пункти:
| Населений пункт  | Населення, осіб (2002) | Населення, осіб (2010) |
| ---------------- | ---------------------- | ---------------------- |
| Бережок, селище  | 64                     | 45                     |
| В'язова, селище  | 3                      | 0                      |
| Дегтярськ, місто | 15869                  | 15522                  |
| Чусова, селище   | 12                     | 0                      |